# Bizacena
Bizacena foi uma província do Império Romano no território onde hoje está a Tunísia.

## História
No final do século III, o imperador romano Diocleciano (r. 284–305) dividiu a grande província da África Proconsular em diversas outras menores: a Zeugitana no norte, que permaneceu sendo governada por um procônsul e chamada ainda de África Proconsular, Bizacena e Tripolitânia. Todas elas foram subordinadas à Diocese da África da Prefeitura pretoriana da Itália e África. Seu território corresponde, a grosso modo, à moderna região tunisiana do Sahel.
A capital da nova província, cujo governador tinha o status de consular (consularis), era Hadrumeto (moderna Sousse), que era, depois de Cartago, a cidade mais importante da África romana.

## Ocupação bárbara
Com os crescentes problemas do Império do Ocidente no início do século V, a tribo dos vândalos, aliada com os alanos, se estabeleceu na Península Ibérica. Em 429, o rei vândalo Geiserico, convidado pelo vigário da África, Bonifácio, cruzou o estreito de Gibraltar com seu povo e invadiu o norte da África romano. Com as forças romanas locais muito enfraquecidas por conta da revolta e a subsequente morte de Bonifácio, os vândalos quase não encontraram resistência. Em 439, Cartago caiu e, pelos vinte anos seguintes, Geiserico estabeleceu seu reinado não apenas sobre as províncias romanas da Diocese da África, mas também sobre as províncias da Córsega e Sardenha, Sicília e as Baleares, que ele conquistou com sua poderosa marinha.
Durante as décadas seguintes, as habilidosas frotas vândalas realizaram raides por toda a região do Mediterrâneo, saquearam Roma e derrotaram uma força invasora romana em 468 sob Basilisco. Esta derrota e a atividade pirata dos vândalos foram um duro golpe para Constantinopla, exacerbado pelas suas políticas domésticas. Os vândalos eram arianos fanáticos e seguiam uma política separatista em relação aos súditos católicos. Contudo, apesar disso, a incapacidade dos bizantinos em lançar uma campanha contra o Reino Vândalo resultou num período de relações pacíficas, apesar das tensões ocasionais, de acordo com os termos da "paz perpétua" de 476.
Quando Justiniano I (r. 527–565) reconquistou a região, Bizacena passou a fazer parte da Prefeitura pretoriana da África. A região foi perdida definitivamente durante a conquista muçulmana do Magrebe no século VII.

## Sés episcopais
As sés episcopais da província e que aparecem no Annuario Pontificio como sés titulares são:
- Abaradira
- Ábaros
- Ábida (ruínas de Ksour-Abbeda)
- Ácola (Henchir-El-Alia)
- Élias (Aeliae; Henchir-Mraba? Henchir-Merelma)
- África (Mádia)
- Afufênia
- Agar (Sidi-Amara)
- Agersel (Abd-Er-Rahman-El-Garis? Tacrouna?)
- Amedara (Haïdra)
- Amudarsa (na planície de Saïda)
- Ancusa
- Águas Albas em Bizacena
- Águas em Bizacena
- Águas Régias (Aquae Regiae; Henchir-Baboucha?)
- Aurusuliana (no território de Henchir-Guennara)
- Ausafa
- Autentos
- Auzegera
- Baana (Bahanna; Henchir-Nebahna? Ruínas de Biniana?)
- Bararo (Henchir-Ronga, Rougga)
- Bassiana
- Bavagaliana
- Benefa (Oglet-Khefifa)
- Bládia (Henchir-Baldia?)
- Buleliana
- Cabarsussos (Draa-Belluã)
- Carcábia
- Cariana
- Cebarades
- Cenculiana
- Cercina (ilhas Kerkennah)
- Cibaliana
- Cílio (Kasserine)
- Crepédula
- Cufruta
- Cúsira (Kessera)
- Decoriana
- Dices (Henchir-Sidi-Salah, Sadic?)
- Dionisiana
- Drua (Henchir-Bou-Driès)
- Dura
- Edisciana
- Egnácia
- Febiana
- Férados Maior (Feradi Maius; Henchir-El-Ferada?)
- Férados Menor (Feradi Minus)
- Fílaca
- Fissiana (na planície de Foussana?)
- Foraciana
- Forontoniana (Henchir-Bir-El-Menadka?)
- Gáguaros
- Garriana (Henchir-El-Garra)
- Gêmelas em Bizacena (Sidi-Aiche)
- Germaniciana (Ruínas de Ksour-El-Maïeta? Melloul? Ruínas de Hadjeh-El-Aïoun?)
- Graciana
- Gubaliana (Ruínas de Djebeliana? Ruínas de Henchir-Goubel?)
- Gumos em Bizacena (Henchir-Gelama?, Henchir-El-Senem)
- Gurza (Kalaat-Kebira)
- Hadrumeto (Sussa)
- Hermiana
- Hierpiniana
- Hirina
- Jubalciana (em Cairuão)
- Junca em Bizacena (Unga)
- Leptímino
- Límisa (Henchir-Boudja)